# Favartia salvati
Favartia salvati es una especie de caracol de mar, un molusco gasterópodo marino de la familia Muricidae.